# Kisdorog, Tolna
Kisdorog (în germană Kleindorog) este un sat în districtul Bonyhád, județul Tolna, Ungaria, având o populație de 808 locuitori (2011).

## Demografie
Componența etnică a satului Kisdorog
     Maghiari (78,92%)
     Germani (19,01%)
     Necunoscut (1,04%)
     Alții (1,04%)
Componența confesională a satului Kisdorog
     Romano-catolici (71,91%)
     Reformați (3,09%)
     Fără religie (2,6%)
     Necunoscută (21,91%)
     Luterani (0,5%)
     Alte religii (0,37%)
Conform recensământului din 2011, satul Kisdorog avea 808 locuitori. Din punct de vedere etnic, majoritatea locuitorilor (78,92%) erau maghiari, cu o minoritate de germani (19,01%). Apartenența etnică nu este cunoscută în cazul a 1,04% din locuitori.  Din punct de vedere confesional, majoritatea locuitorilor (71,91%) erau romano-catolici, existând și minorități de reformați (3,09%) și persoane fără religie (2,6%). Pentru 21,91% din locuitori nu este cunoscută apartenența confesională.